# Omar Riquelme
Omar Jesús Riquelme Plaza (Santiago, Chile, 18 de abril de 1985) es un exfutbolista chileno.

## Clubes
| Club                 | País  | Año       |
| -------------------- | ----- | --------- |
| Unión Española       | Chile | 2002-2008 |
| Deportes Antofagasta | Chile | 2008-2009 |
| Deportes Copiapó     | Chile | 2009-2011 |
| Barnechea            | Chile | 2012      |
| Coquimbo Unido       | Chile | 2013      |

## Palmarés

### Campeonatos nacionales
| Título           | Club           | País  | Año    |
| ---------------- | -------------- | ----- | ------ |
| Primera División | Unión Española | Chile | 2005-A |